# Basilique de la Sainte-Trinité de Chełmża
Cette  basilique n’est pas la seule basilique de la Sainte-Trinité.
La basilique de la Sainte-Trinité de Chełmża (Pologne) était la cathédrale de l'ancien diocèse de Chelmno, qui depuis 1994 a été réparti entre le diocèse de Toruń et le diocèse de Pelplin.

## Galerie

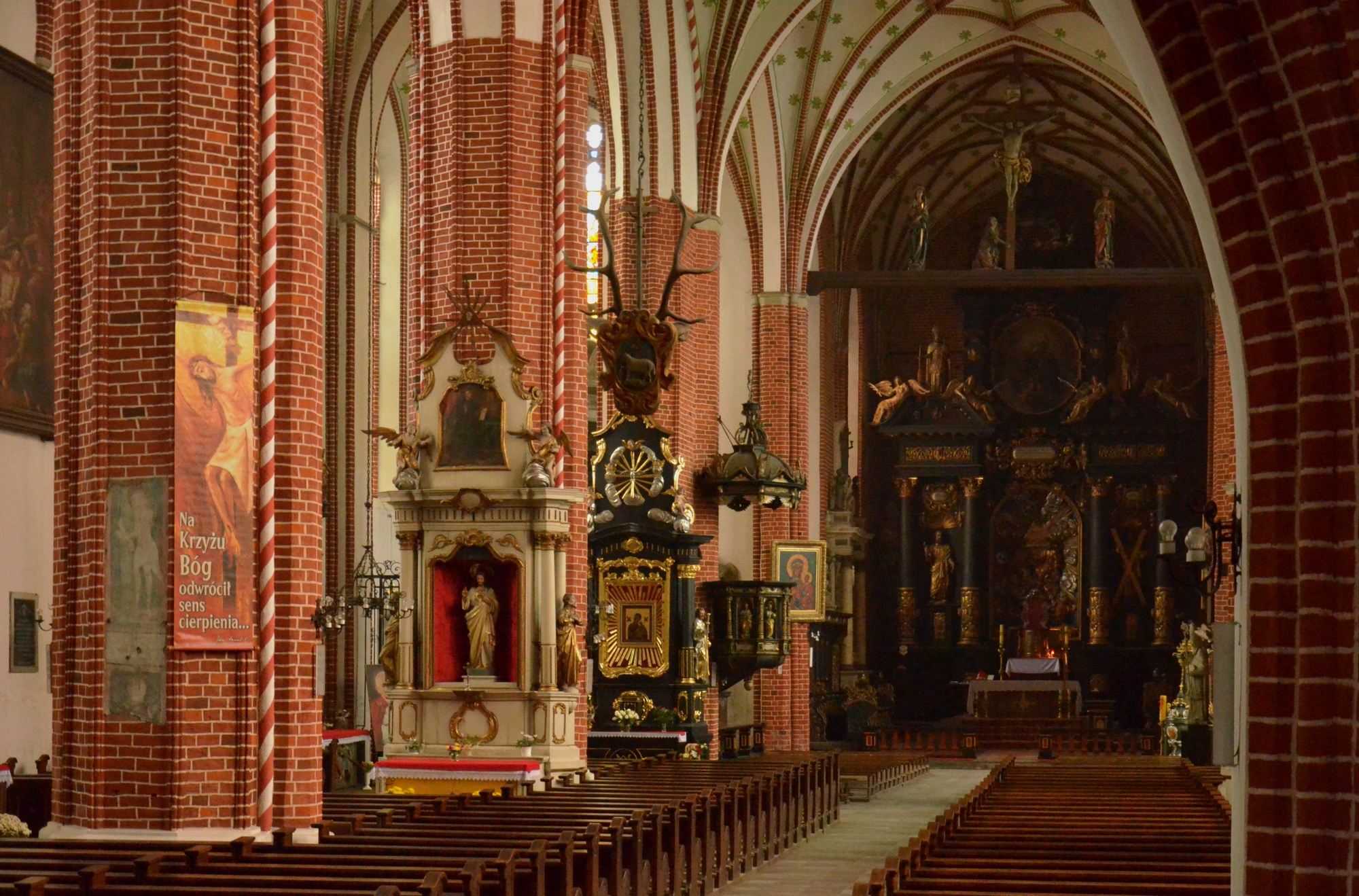
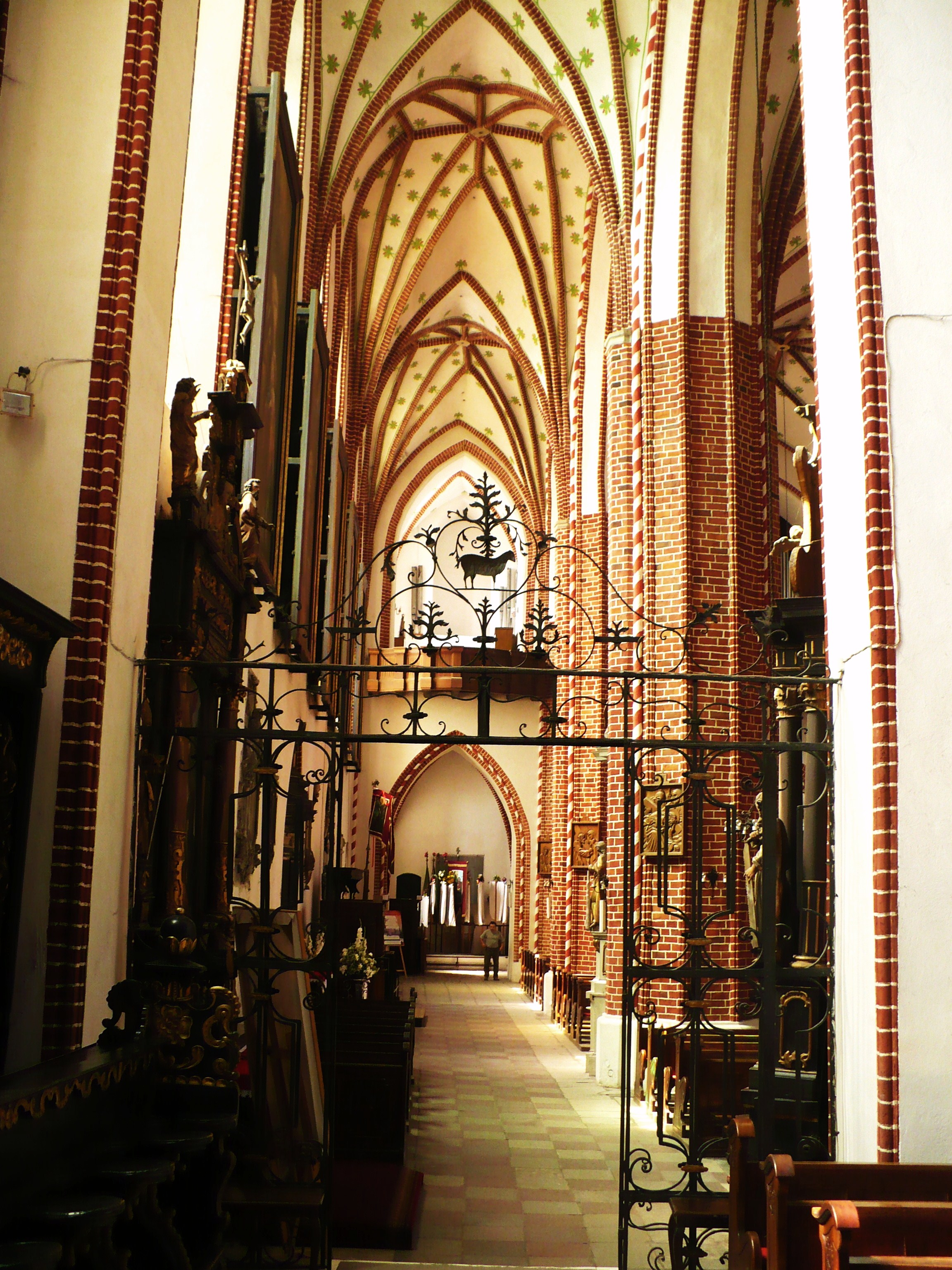
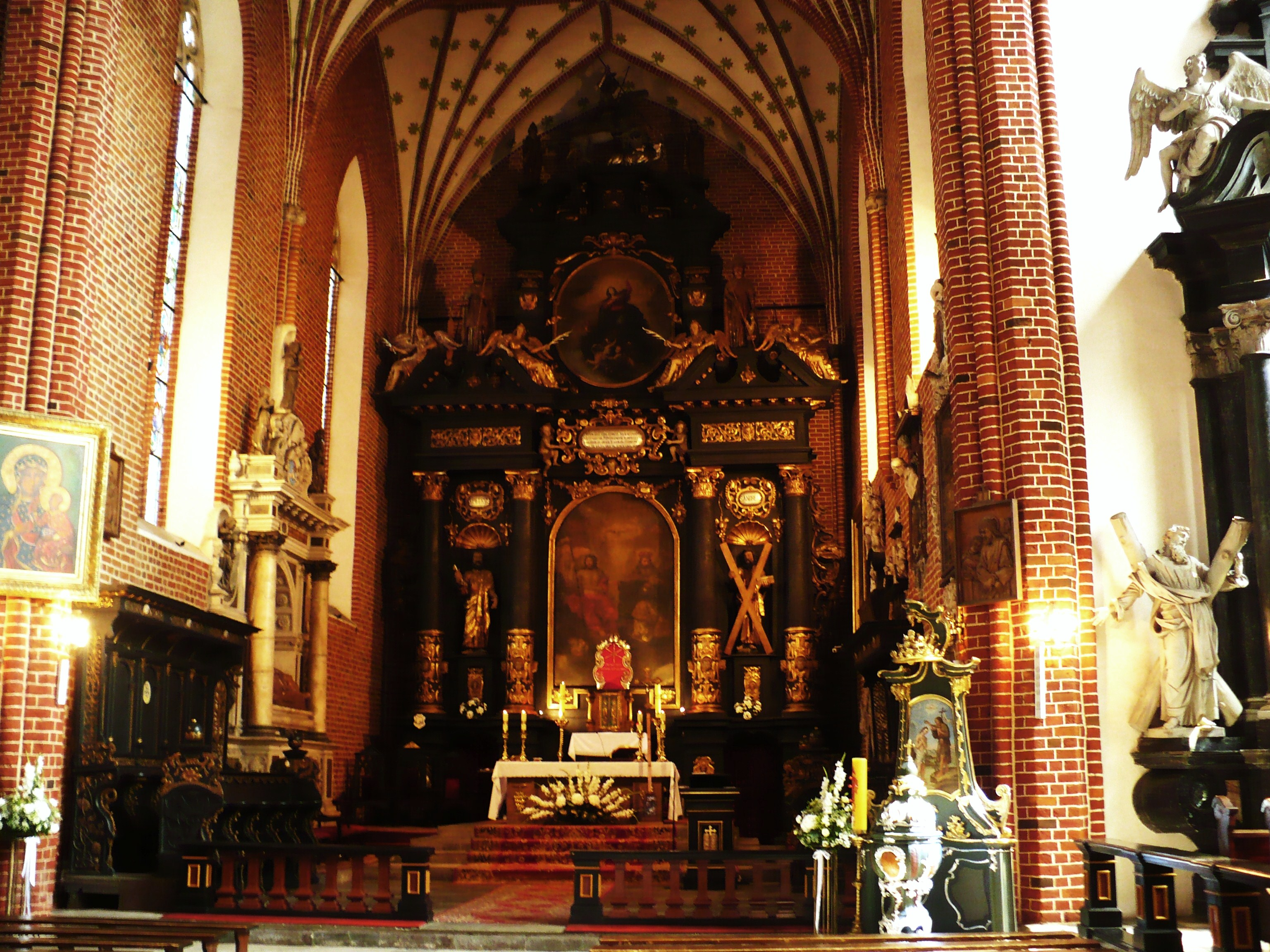
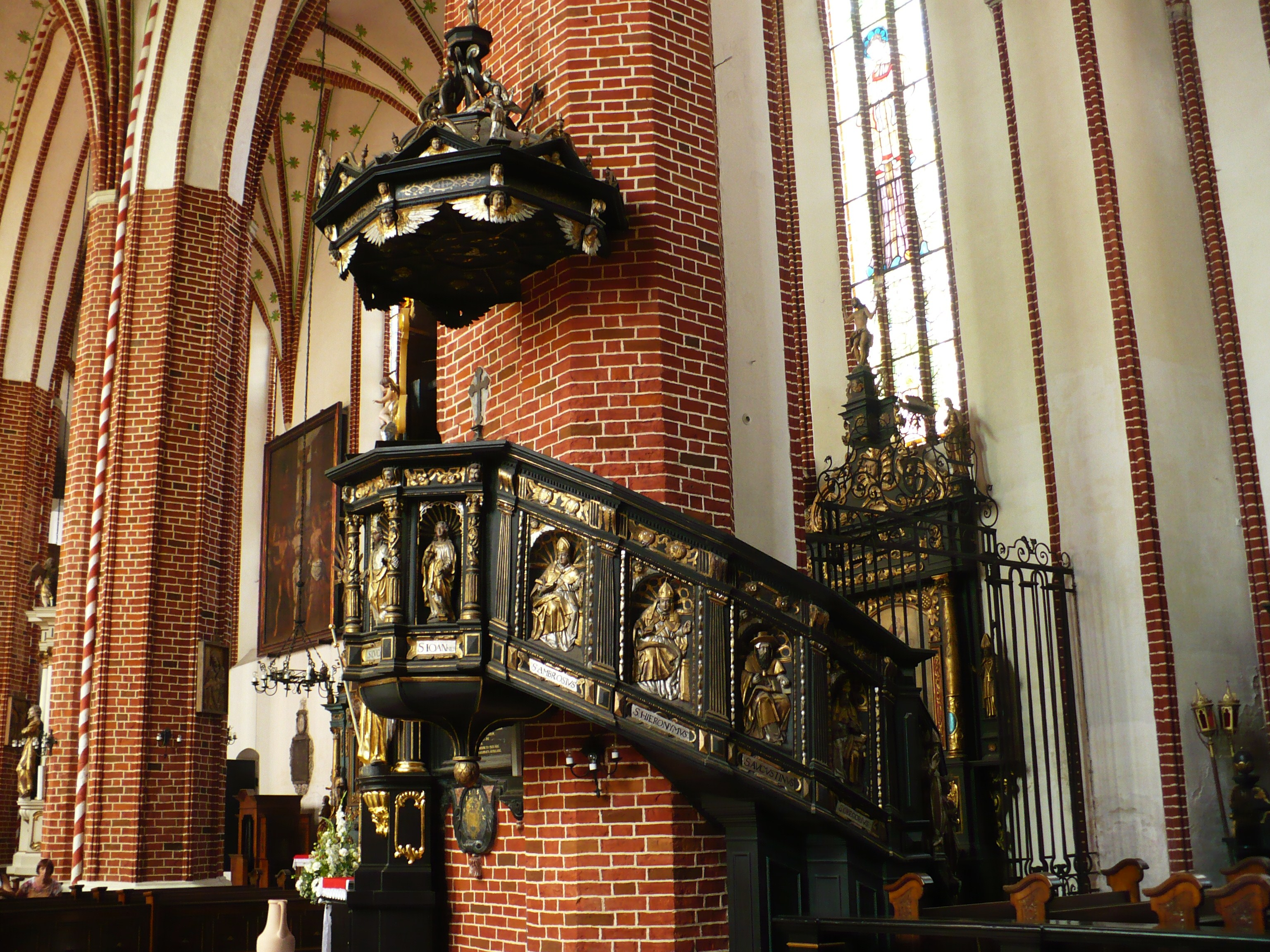
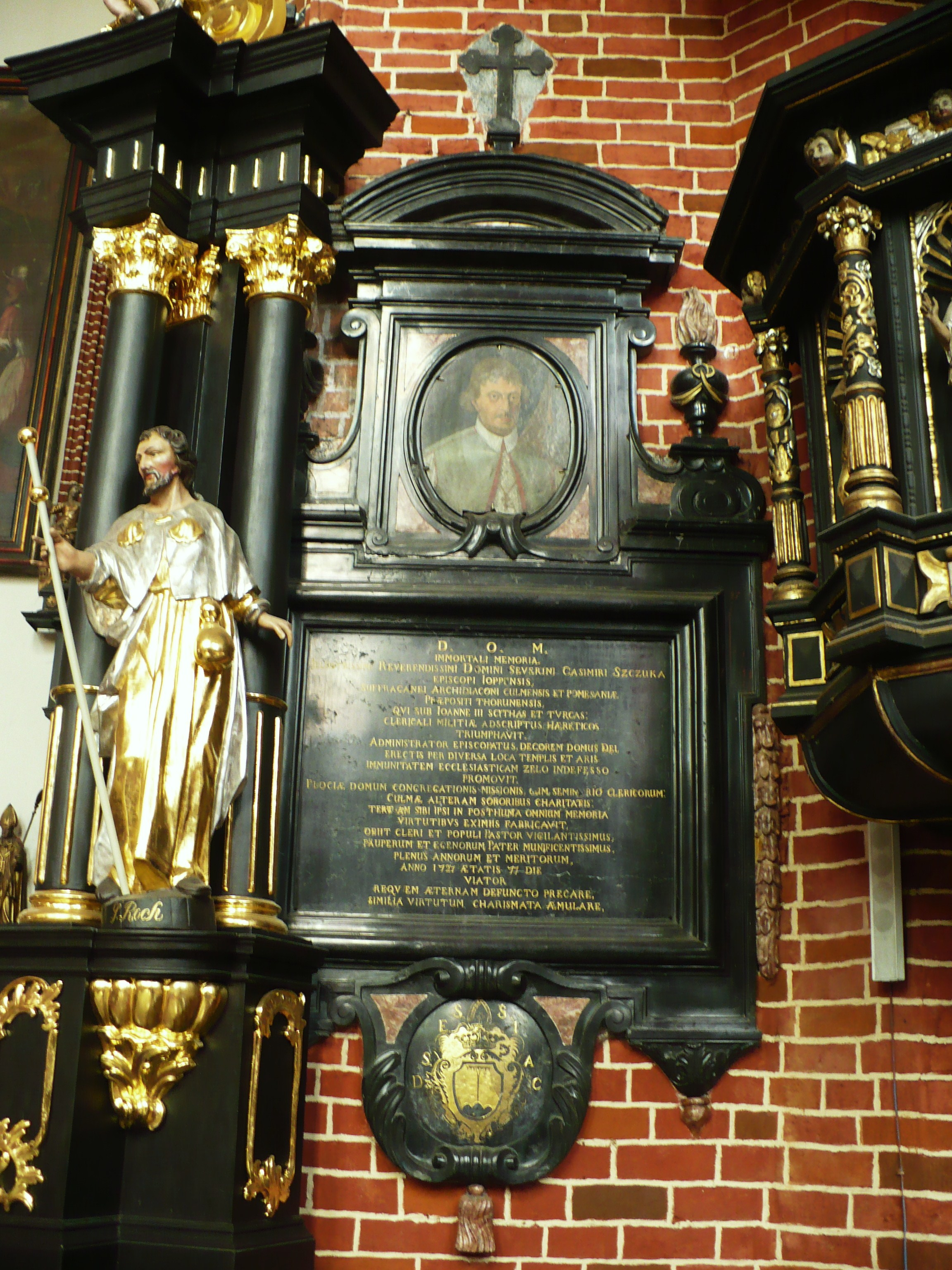
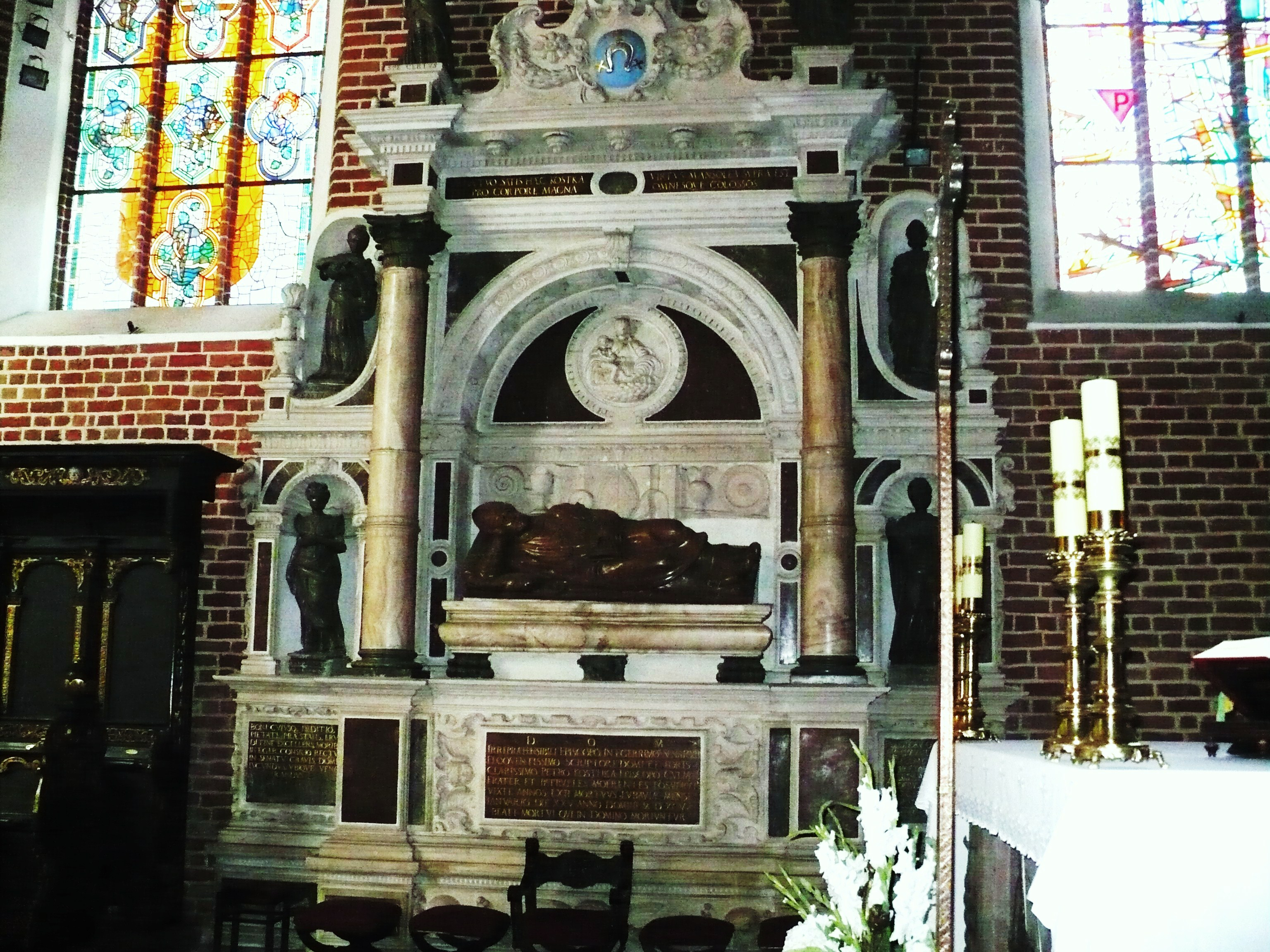
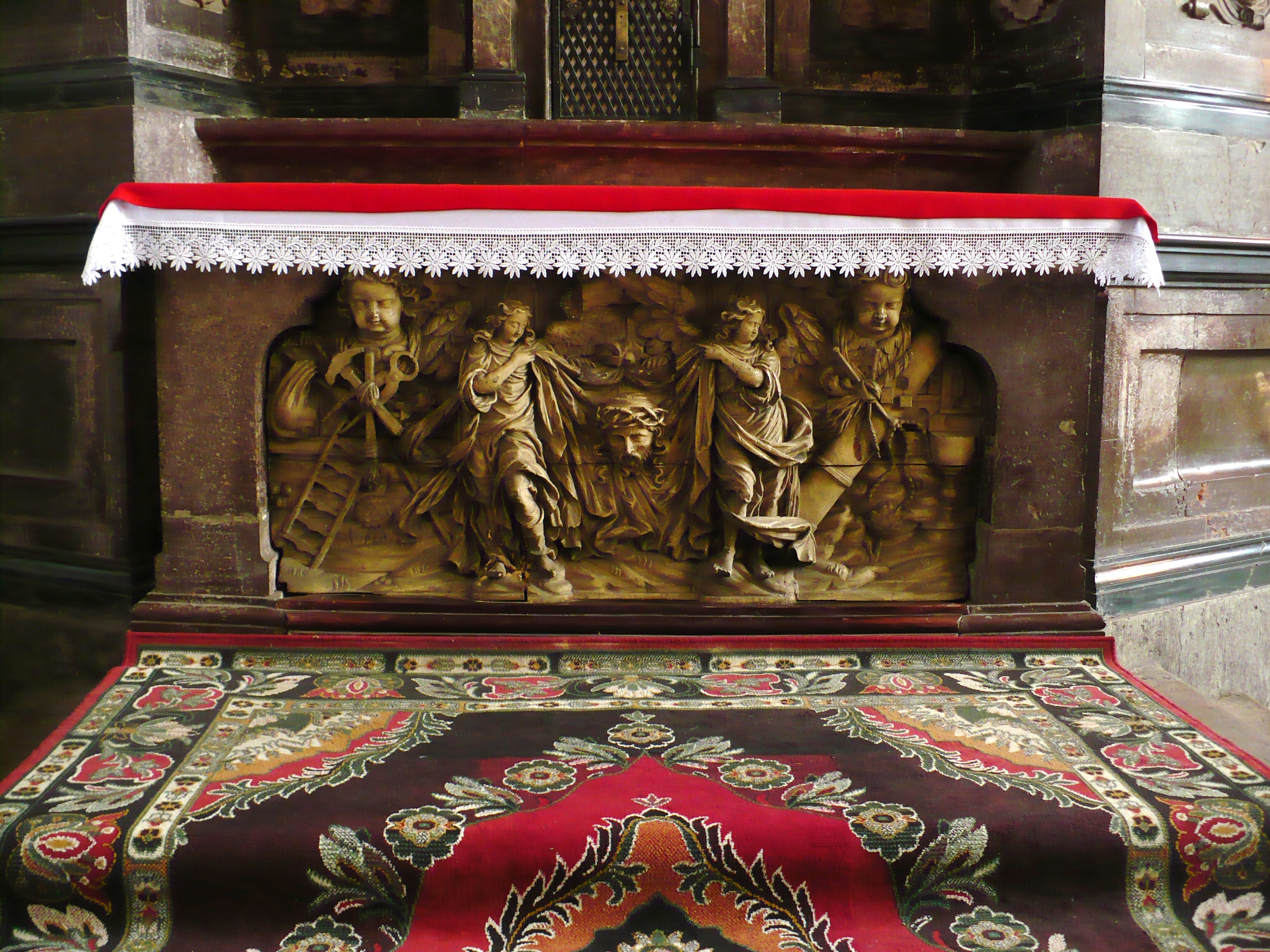
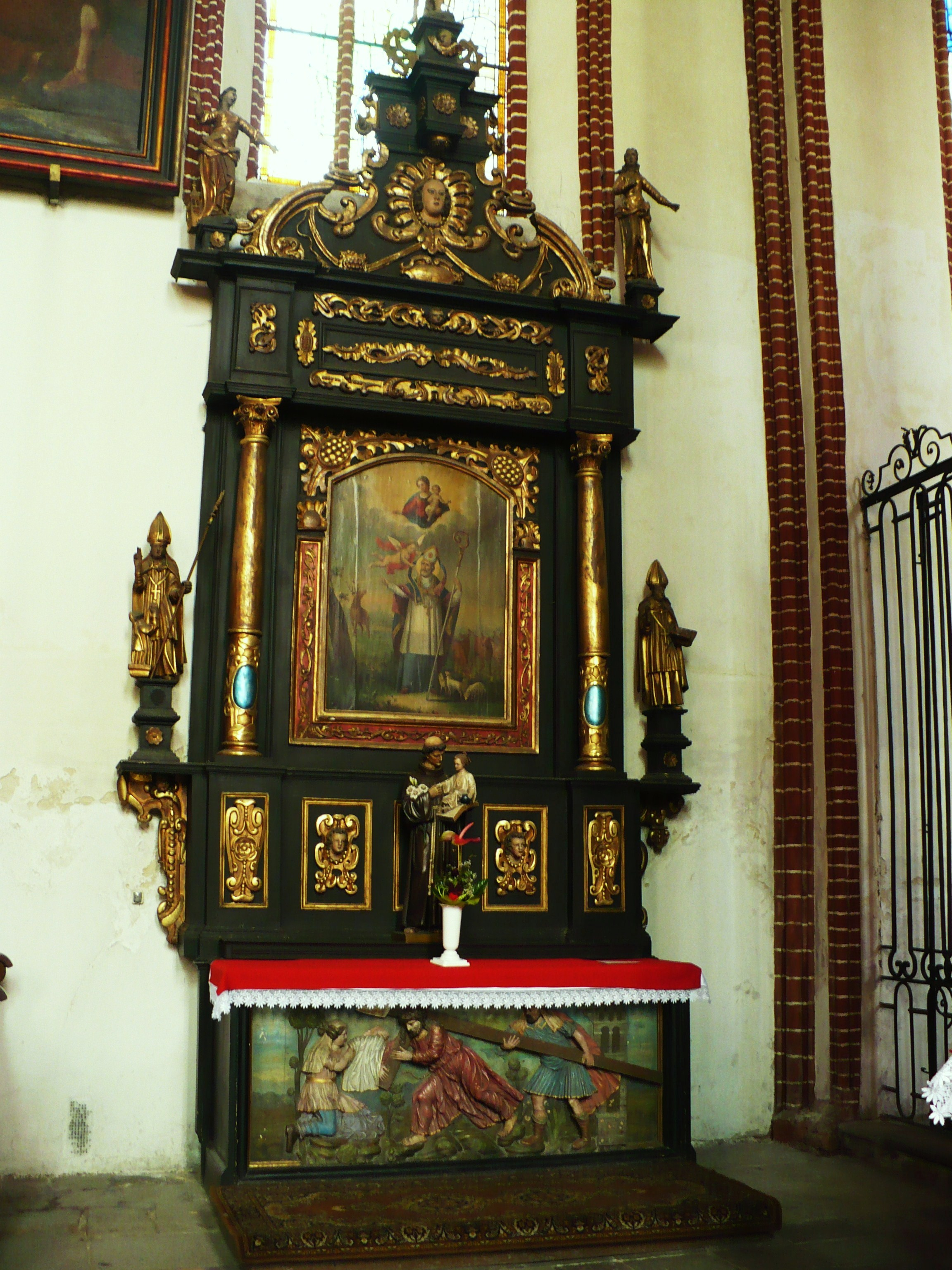